# Харстад (город)
Харстад (норв. Harstad) — город и административный центр одноименной коммуны, Норвегия. С населением более 20 000 человек является третьим по величине в Северной Норвегии.  Расположен в северо-восточной части острова Хиннёйа, вдоль Вогс-фьорда.

## История
Первые постоянные поселения в районе Харстада появились во времена викингов. В 1349 году Чёрная смерть опустошила этот район. В 1610 году Харстад был крупнейшей фермой в Тронденесе. В 1848 году Харстад стал портом захода для прибрежных лодок. В 1890 году в Харстаде было 72 дома, в которых проживало 520 жителей. Основателем города считается Рикард Каарбё, который основал несколько предприятий и способствовал развитию местной судоходной отрасли. В 1904 году Харстад получил статус города. Население города составляло 1246 человек. 1 января 1964 года город был объединен с коммунами Тронденес и Саннторг, образуя новую коммуну Харстад. 

## Транспорт
Аэропорт Харстад—Нарвик расположен на расстоянии 44 км от города. Шоссе Rv43 соединяет Харстад с дорогой E 10 (проект Лофаст). Каждое утро в Харстаде встречаются суда Хуртирутен, курсирующие в северном и южном направлениях. Между Тромсё и Харстадом регулярно курсируют быстроходные паромы.

## Культура
Начиная с 1965 года, ежегодно в середине июня в городе проводится фестиваль Северной Норвегии. В октябре в Харстаде проходит ежегодный Арктический кинофестиваль (AMIFF). 
В 1983 году был открыт Университетский колледж Харстада. В 2016 году он был объединен с университетом Тромсё и стал его региональным кампусом.
В 1992 году открылся Культурный центр Харстада, крупнейший в Северной Норвегии. 

## Достопримечательности

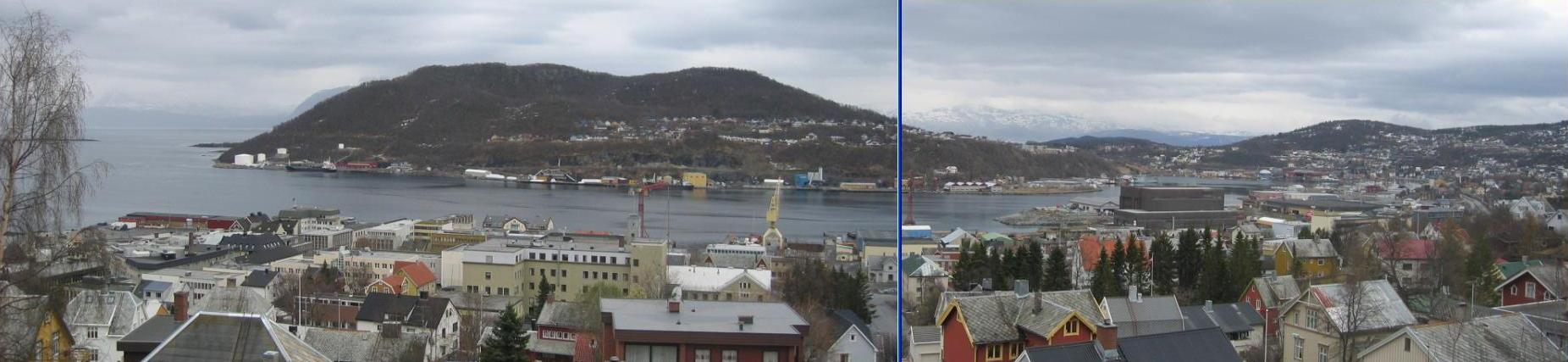
Панорама города

- Шхуна «Анна Рогде»
- Аквапарк Гроттебадет
- Церковь Харстада
- Церковь Тронденес
- Форт Тронденес

## Известные жители и уроженцы
- Одд Бёрре — норвежский певец
- Ханс Эгеде — норвежский лютеранский миссионер, епископ Гренландии
- Иселин Стейро — норвежская топ-модель
- Том Хёгли — норвежский футболист
- Марит Боллинг[норв.] — норвежская актриса

## Города-побратимы
- Хельсингёр
- Кировск[7]
- Умео
- Вааса